# Will You Love Me Tomorrow
"Will You Love Me Tomorrow", đôi khi còn được gọi là "Will You Still Love Me Tomorrow", là một bài hát được viết bởi Gerry Goffin và Carole King. Ban đầu nó được Shirelles thu âm vào năm 1960, mà đã đưa đĩa đơn của nhóm nhạc này lên vị trí số một trên bảng xếp hạng Billboard Hot 100. Bài hát cũng được chú ý vì là bài hát đầu tiên của một nhóm nhạc nữ da đen đạt vị trí số một tại Hoa Kỳ. Kể từ đó, nó đã được thu âm bởi nhiều nghệ sĩ trong nhiều năm, bao gồm cả phiên bản năm 1971 của đồng sáng tác Carole King.

## Phiên bản của Shirelles

### Bối cảnh
Năm 1960, nhóm nhạc nữ người Mỹ , Shirelles đã phát hành phiên bản đầu tiên của bài hát với tên gọi Scepter single 1211, với " Boys " ở phía B. Lần nhấn đầu tiên của đĩa đơn được dán nhãn đơn giản là "Ngày mai", sau đó kéo dài ra sau đó. Khi lần đầu tiên được trình bày bài hát, ca sĩ chính Shirley Owens (sau này được biết đến với cái tên Shirley Alston-Reeves) đã không muốn thu âm vì cho rằng nó "quá quê mùa". Cô ấy đã hài lòng sau khi một sắp xếp chuỗi được thêm vào. Tuy nhiên, Owens nhắc lại trên chương trình radio dành cho người cũ của Jim Parsons, Shake Rattle Showtime, rằng một số đài phát thanh đã cấm thu âm vì họ cảm thấy lời bài hát quá gợi dục. Bài hát ở dạng AABA.

### Đón nhận
Ngoài việc đạt #1 tại Mỹ, bài hát còn đạt #2 trên bảng xếp hạng R & B và #4 tại Anh. Nó đạt hạng 3 ở New Zealand. Phiên bản này của bài hát, với các nhạc sĩ phiên bản Paul Griffin chơi piano và Gary Chester chơi trống, vào năm 2009 đã được xếp hạng là bài hát hay nhất thứ 162 mọi thời đại, cũng như bài hát hay nhất năm 1960, bởi Acclaimed Music. Nó được xếp hạng ở vị trí thứ 126 trong số tạp chí Rolling Stone danh sách ' 500 bài hát hay nhất của mọi thời đại. Billboard đã đặt bài hát ở vị trí thứ 3 trong danh sách 100 bài hát của nhóm nhạc nữ hay nhất mọi thời đại.
Bài hát sau đó xuất hiện trên các bản nhạc phim của  Stardust của Michael Apted, Dirty Dancing của Emile Ardolino và True Romance của Tony Scott.